# Zemun

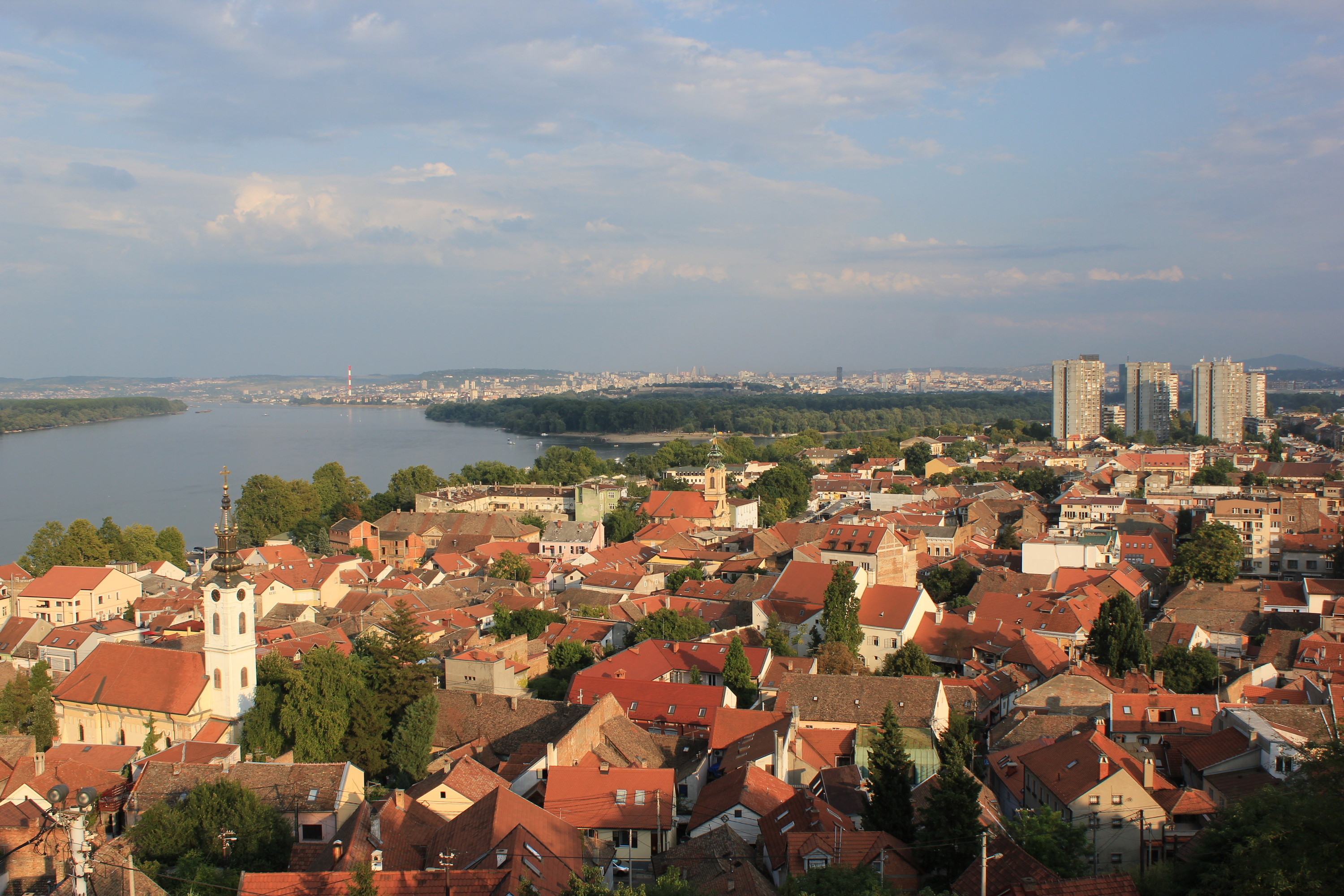
Blick über Zemun, im Hintergrund Belgrad

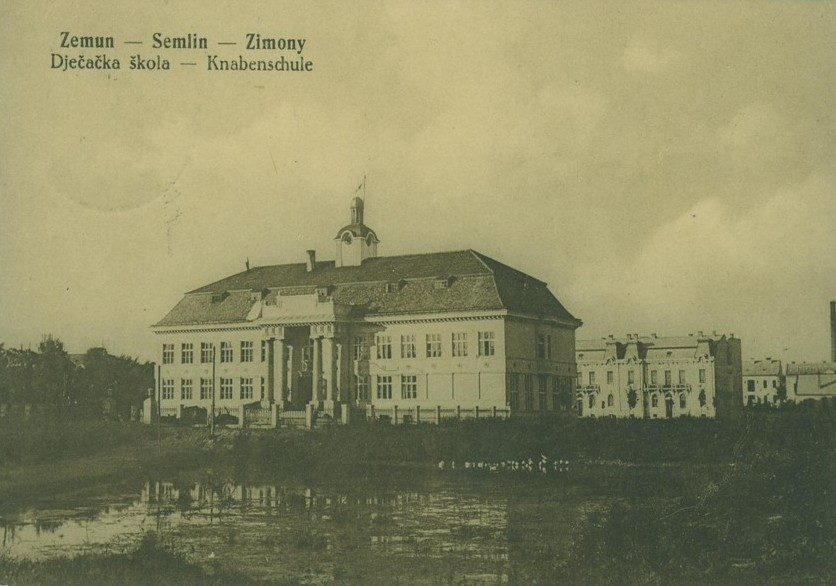
Die deutsche Knabenschule von Semlin

Zemun (serbisch-kyrillisch Земун, deutsch Semlin, ungarisch Zimony) ist ein Stadtbezirk von Belgrad. Er liegt auf der Halbinsel vor der Mündung der Save in die Donau, schließt aber auch die Große Kriegsinsel ein.

## Geschichte
In der römischen Kaiserzeit gab es an der Stelle des heutigen Zemun eine Siedlung namens Taurunum, die während der Völkerwanderung untergegangen ist.
Der Name Zemun entstand aus dem altserbischen Wort zemlьnь (zu deutsch „erdig“, „irden“). Der deutsche Ortsname hat den Laut l sogar noch im Wortstamm behalten.
Die ältesten schriftlichen Hinweise über die Stadt datieren aus dem 12. Jahrhundert. Im ungarischen Feldzug gegen Byzanz 1127 wurden Belgrad und Braničevo erobert. Im Rückzug zerstörte König Stephan II. daraufhin Belgrad; die Steine Belgrads wurden danach für die Mauern Semlins verwendet.
Im Mittelalter war Semlin eine eigenständige Stadt an der Südgrenze des Königreichs Ungarn. Sie wurde aber an Bedeutung stets von der am anderen Ufer gelegenen Festung Belgrad übertroffen. Dies war auch während der Zugehörigkeit zum Osmanischen Reich von 1541 bis 1718 so. Im Volkslied Prinz Eugen, der edle Ritter wird Semlin als Lagerplatz vor der Befreiung Belgrads erwähnt.
In der folgenden Epoche war Semlin Grenzort und Zollstation der Donaumonarchie, erst zum Osmanischen Reich, dann zu Serbien. Nach Auflösung der Militärgrenze gehörte Semlin zur Gespanschaft Syrmien des Königreichs Kroatien und Slawonien und wurde offiziell Semlin bzw. Zimony genannt. 1815 wurde der Semliner Ortsteil Franzthal (heute: Novi grad) durch Donauschwaben gegründet. Die deutsche Bevölkerungsgruppe stellte bis zum Ende des Ersten Weltkriegs die relative Bevölkerungsmehrheit der Stadt Semlin.
Das Zemuner Gymnasium wurde 1858 als Semliner Knabenschule gegründet. Das Spirta-Haus in der Straße Glavna Nr. 9 entstand im 19. Jahrhundert.
Durch einen Vorstoß österreich-ungarischer Truppen in Richtung Belgrad am 28. Juli 1914 erfolgte von hier aus der erste Angriff des Ersten Weltkrieges. Ab 1918 gehörte die Stadt zum Königreich der Serben, Kroaten und Slowenen, das sich ab 1929 Königreich Jugoslawien nannte. Gemäß der Volkszählung vom 31. März 1931 lebten in Zemun 28.074 Einwohner, darunter mehr Katholiken als Orthodoxe.
Nach der deutschen Okkupation im Zweiten Weltkrieg gehörte Zemun von 1941 bis 1944 zum Unabhängigen Staat Kroatien (deutsches Okkupationsgebiet Ostsyrmien). Zu dieser Zeit befand sich auf dem Gebiet des Messegeländes das KZ Sajmište.
1945 wurde die syrmische Stadt Zemun nach Belgrad eingemeindet und gehörte damit administrativ fortan zu Zentralserbien.
Nach dem Stadtteil benannt ist der mafiöse Zemun-Clan, der durch seine Verbindung zum Mord am serbischen Ministerpräsidenten Zoran Đinđić im März 2003 und dessen Initiator Milorad Ulemek Bekanntheit erlangte. 2003 wurde der Stadtteil Surčin von Zemun abgetrennt und bildet seitdem einen eigenen Bezirk.
In Zemun haben die Luftstreitkräfte Serbiens ihr Stabskommando. Unweit von Zemun befinden sich der zivile Flughafen Belgrad wie auch der militärische Flughafen Batajnica.
Seit 2014 führt die Mihajlo-Pupin-Brücke über die Donau.

## Sehenswürdigkeiten

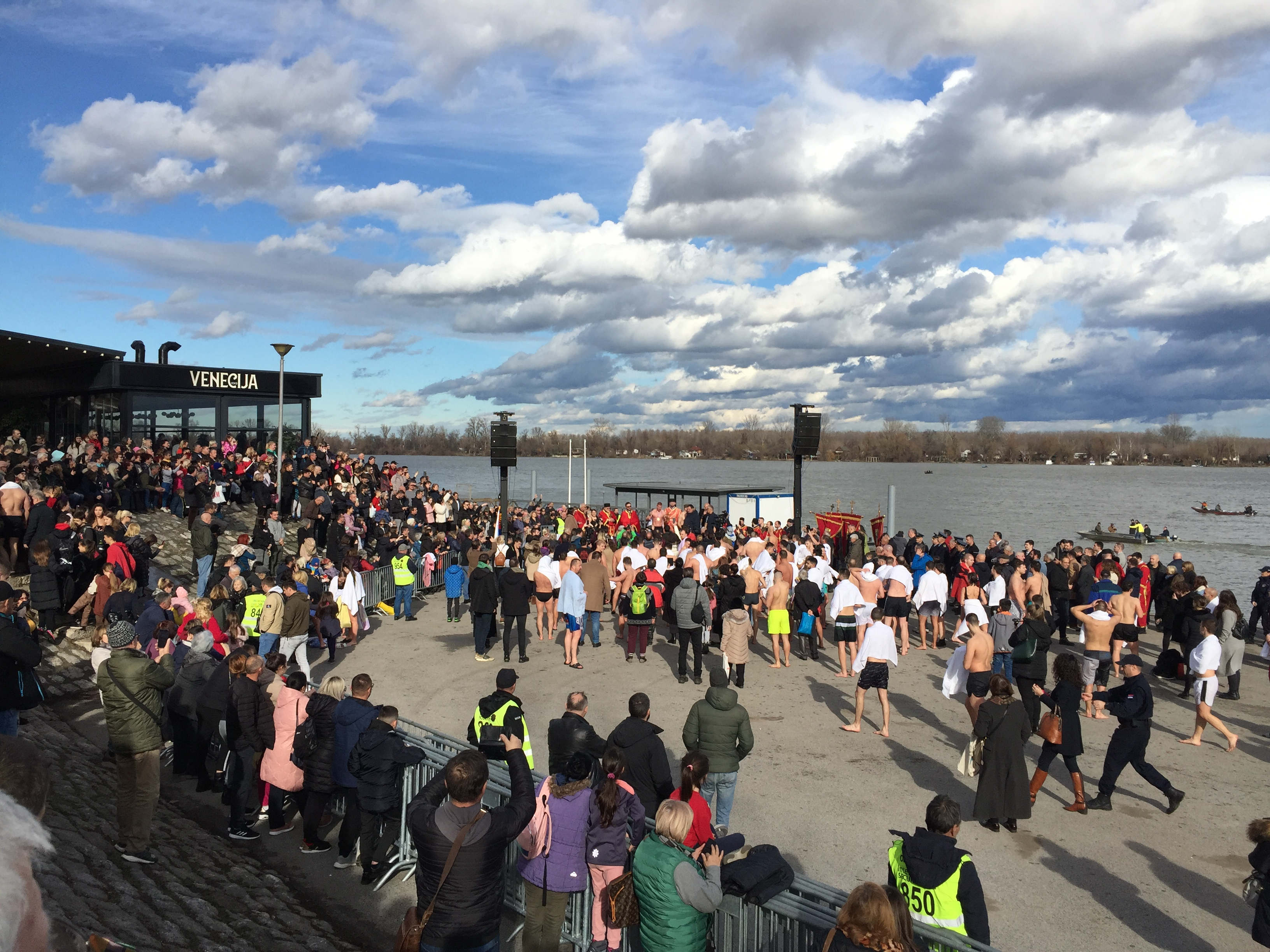
Богојављење у Земуну 2023. Junge Männer tauchen in die Donau, um das Kreuz zurückzuholen und danach die Offenbarung zu feiern

- Siehe: Stadtverwaltung in Zemun
- Ičkos Haus

## Sport

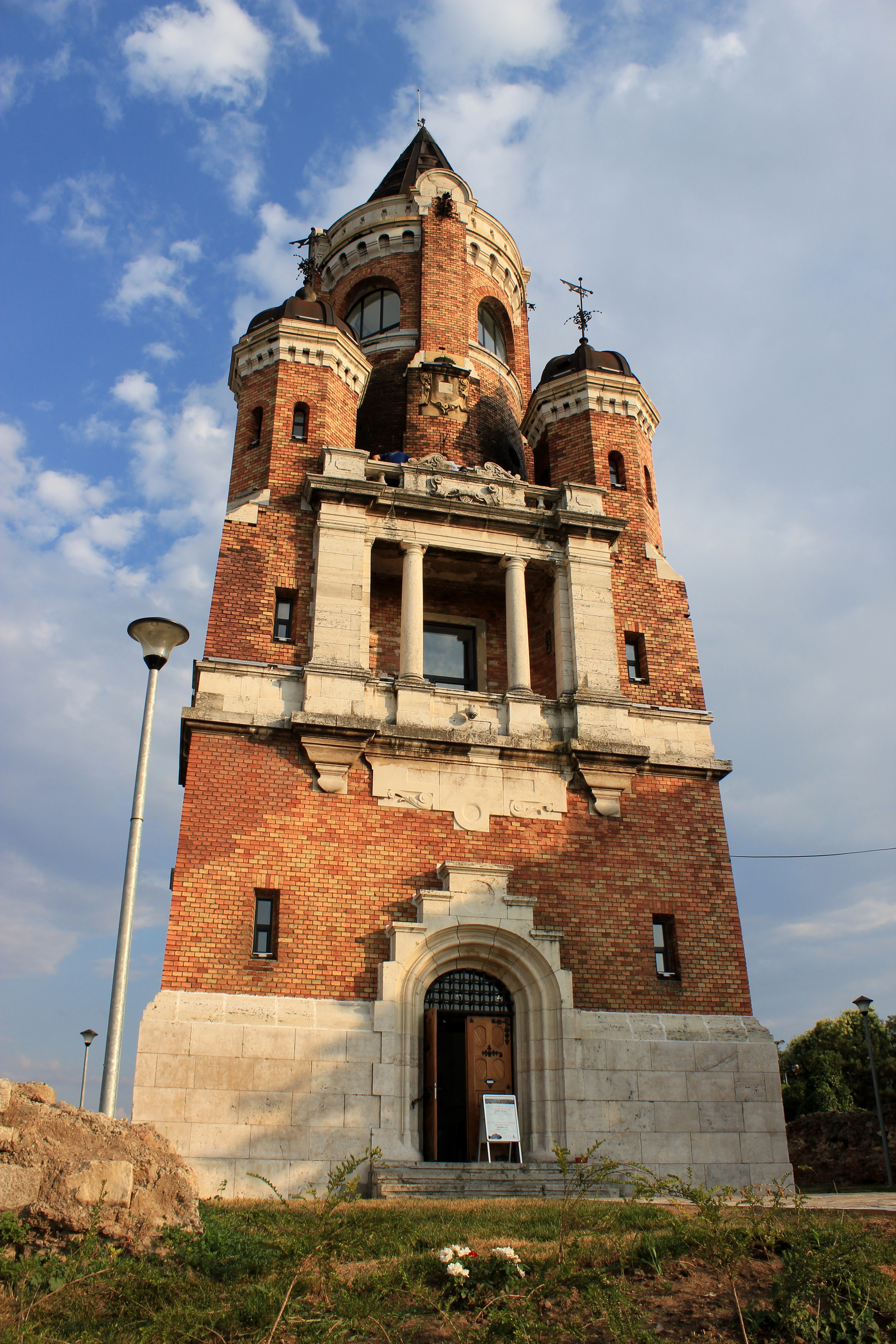
Kula Sibinjanin Janka bzw. Gardoš-Turm in Zemun

Zemun ist Heimat des Fußballklubs FK Zemun.

## Städtepartnerschaften
Zemun pflegt Partnerschaften mit Offenbach am Main in Deutschland und Mödling in Österreich.

## Söhne und Töchter der Stadt
- Jakob Herzl (1835–1902), Unternehmer, Vater von Theodor Herzl
- Andreas Moser (1859–1925), deutsch-österreichischer Violinpädagoge und enger Vertrauter Joseph Joachims
- Victor Müller-Heß (1883–1960), deutscher Gerichtsmediziner
- Rudolfo Franjin Magjer (1884–1954), kroatischer Schriftsteller
- Dora Pfanova (1897–1989), kroatische Schriftstellerin
- Josip Kulundžić (1899–1970), kroatischer Schriftsteller
- Theodor Balk (1900–1974, bürgerlicher Name: Fodor Dragutin), deutsch-jüdischer Schriftsteller
- Mirko Tepavac (1922–2014), jugoslawischer Politiker
- Mara Janković (1926–2009), Pop- und Jazzsängerin
- Miloš Bandić (1930–1996), kroatischer Schriftsteller
- Gabriel Weinberger (1930–2021), Abt des Zisterzienserstiftes Wilhering
- Vladica Popović (1935–2020), Fußballspieler und -trainer
- Branko Samarovski (* 1939), Schauspieler
- Ljubomir Magaš (1948–1986), genannt Ljuba Zemunac, Anführer einer Vereinigung jugoslawischer Krimineller
- Branko Babić (* 1950), serbischer Fußballspieler und -trainer
- Momčilo Bajagić Bajaga (* 1960), serbischer Sänger
- Goran Vasilijević (* 1965), serbischer Fußballspieler
- Dušica Cajlan (* 1969), serbische Pianistin
- Dragan Dojčin (* 1976), serbischer Basketballspieler
- Dejan Stanković (* 1978), serbischer Fußballspieler
- Mateja Kežman (* 1979), serbischer Fußballspieler
- Đorđe Pantelić (* 1984), serbischer Basketballspieler und -trainer
- Aleksandar Kolarov (* 1985), serbischer Fußballspieler
- Emir Sahiti (* 1998), kosovarisch-albanischer Fußballspieler

## Trivia
- Der Roman Die Ohrfeige (2007) von David Albahari spielt großteils in Zemun.
- Im Lied Prinz Eugen, der edle Ritter schlägt Prinz Eugen von Savoyen dort sein Lager auf, um die Türken zu bekämpfen und Belgrad zurückzuerobern.